# روبرتو گیل
روبرتو گیل (انگلیسی: Roberto Gil; ۳۰ ژوئیهٔ ۱۹۳۸ – ۵ اوت ۲۰۲۲) بازیکن فوتبال اهل اسپانیا بود که در پست هافبک برای والنسیا مستایا، والنسیا و کالو سوتلو بازی می‌کرد.